# Rolan Bykov
Rolan Antonovitj Bykov (ryska: Ролан Антонович Быков) född 12 november 1929 i Kiev, Ukrainska SSR, Sovjetunionen, död 6 oktober 1998 i Moskva, Ryssland, var en sovjetisk skådespelare, manusförfattare och filmregissör.
1990 utnämndes han titeln folkets artist i Sovjetunionen.

## Filmografi i urval
- 1954 – Tapperhetens skola
- 1959 – Kappan
- 1964 – Romans i Moskva
- 1966 – Den yttersta domen – livsdramat Andrej Rubljov
- 1967 – Kommissarien (premiär 1988)
- 1974 – En bil, en fiol och en kolsvart hund (även regi)

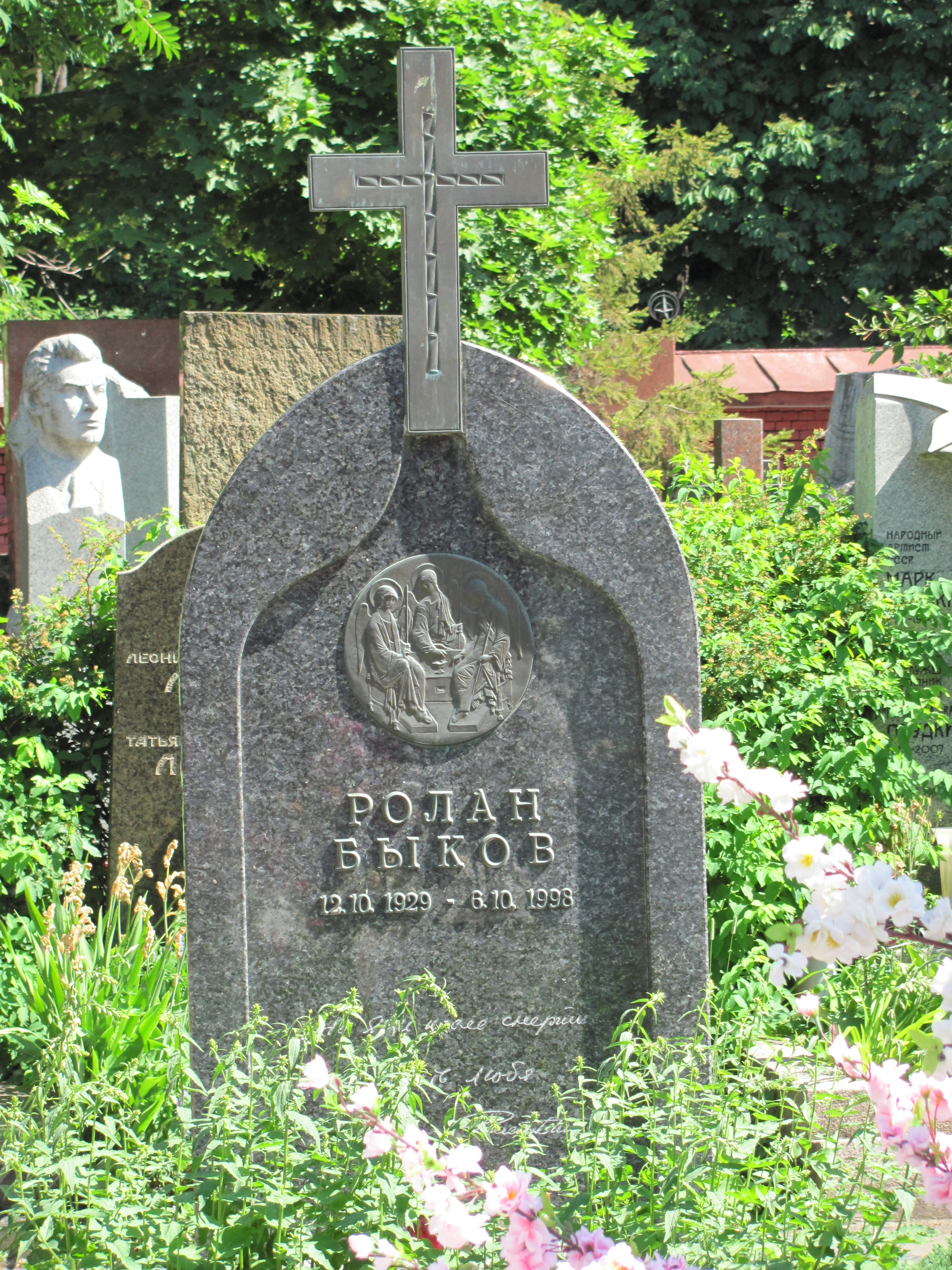
Rolan Bykovs grav på Novodevitjekyrkogården i Moskva.

- 1977 – De föräldralösa
- 1984 – Fågelskrämman (även manus och regi)
- 1986 – Kontroll på vägen
- 1986 – Brev från en död man
- 1989 – Det
- 1993 – Jag Ivan, du Abraham